# Капитоновка (Акмолинская область)
Капито́новка (каз. Капитоновка) — село в Буландынском районе Акмолинской области Казахстана. Административный центр Капитоновского сельского округа. Код КАТО — 114041100.

## География
Село расположено в южной части района, на берегу реки Баксук, на расстоянии примерно 53 километров (по прямой) к юго-западу от административного центра района — города Макинск.
Абсолютная высота — 313 метров над уровнем моря.
Климат холодно-умеренный, с хорошей влажностью. Среднегодовая температура воздуха отрицательная и составляет около −3,4°C. Среднемесячная температура воздуха в июле достигает +19,6°C. Среднемесячная температура января составляет около −15,1°C. Среднегодовое количество осадков составляет около 425 мм. Основная часть осадков выпадает в период с июня по август..
Ближайшие населённые пункты: село Иванковка — на северо-западе, село Новодонецк — на юго-западе.
Западнее села проходит автодорога областного значения КС-1 «Жалтыр — Макинск».

## Население
В 1989 году население села составляло 1807 человека (из них русские — 50 %, немцы — 25 %).
В 1999 году население села составляло 1264 человека (647 мужчин и 617 женщин). По данным переписи 2009 года в селе проживали 983 человека (498 мужчин и 485 женщин).
| Численность населения | Численность населения | Численность населения |
| 1989                  | 1999                  | 2009                  |
| --------------------- | --------------------- | --------------------- |
| 1807                  | ↘1264                 | ↘983                  |

## Инфраструктура
В селе функционируют:
- Капитоновская общеобразовательная средняя школа;
- Мини-центр «Күншуақ» (при школе);
- Фельдшерско-акушерский пункт;
- Дом культуры.

## Улицы[7]
- ул. Балуан Шолак,
- ул. Бейбитшилик,
- ул. Достык,
- ул. Островская,
- ул. Первомайская,
- ул. Сарыарка,
- ул. Степная,
- ул. Тауелсиздик,
- ул. Школьная.

Решением акима Капитоновского сельского округа Буландынского района Акмолинской области от 24 апреля 2019 года № 1 «О переименовании улиц села Капитоновка Буландынского района», зарегистрированное Департаментом юстиции Акмолинской области 25 апреля 2019 года № 7147 — в селе Капитоновка было переименовано 5 улиц.